# شهرستان استرلیباشفسکی
شهرستان استرلیباشفسکی (به لاتین: Sterlibashevsky District) یک شهرستان در روسیه است که در باشقیرستان واقع شده‌است.